# On the Horizon
On the Horizon is een nummer van de Britse zangeres Melanie C uit 2003. Het is de tweede single van hun tweede soloalbum Reason.
"On the Horizon" is een vrolijk nummer met een optimistische tekst. Het nummer werd een bescheiden hit in diverse Europese landen. Zo bereikte het de 14e positie in het Verenigd Koninkrijk. In de Nederlandse Top 40 bereikte het de 16e positie, terwijl in Vlaanderen de 5e positie in de Tipparade werd gehaald.

## Tracklijst
1. "On the Horizon" (radio mix) – 3:36
2. "I Love You Without Trying" – 4:10
3. "Goin' Down" (live akoestisch) – 3:39